# Karita paludosa
Karita paludosa là một loài nhện trong họ Linyphiidae.
Loài này thuộc chi Karita. Karita paludosa được miêu tả năm 1971 bởi Duffey.